# Bundesautobahn 27
Bundesautobahn 27 (em português: Auto-estrada Federal 27) ou A 27, é uma auto-estrada na Alemanha.
A Bundesautobahn 27 tem 162 km de comprimento.

## Estados
Estados percorridos por esta auto-estrada:
- Baixa Saxônia
- Bremen